# Torsten Bergenström
Nils Torsten Haraldsson Bergenström, född 4 maj 1893 i Vissefjärda församling i Kalmar län, död 4 maj 1960 i Saltsjöbadens församling i Stockholms län, var en svensk revisor.
Torsten Bergenström var son till majoren Erik Harald Bergenström och Adéle Wahlström. Efter studentexamen i Visby 1911 och kansliexamen i Uppsala 1914 blev han amanuens i Lotsstyrelsen 1918, extra revisor i Kammarrätten 1920, i Riksräkenskapsverket 1921 och ordinarie revisor där 1922. Han blev underlöjtnant i Kalmar regementes reserv 1913, löjtnant 1917, kapten 1928 och gick över till Gotlands infanteriregemente som kapten 1929. Han blev taxeringsnämndsordförande 1927.
Han gifte sig första gången 1923 med Naimi Norén (1895–1933), de fick en dotter: Gunilla Bergenström (född 1925) som blev gymnastikdirektör, gifte sig med civilingenjören Jan Olof Lundberg och är mor till journalisten Camilla Lundberg. Andra gången var han gift 1937–1941 med grevinnan Margit Kalling (1891–1990), dotter till ingenjören, greve Julius Kalling, och tredje gången 1943 med telegrafexpeditören Barbro Nordvik (Bolin) (1896–1986).
Torsten Bergenström är begravd vid Norra kapellet i Stockholm tillsammans med första och tredje hustrun.